# Kim Jong-hyeok
Kim Jong-hyeok (Seul, 31 de março de 1983) é um árbitro de futebol sul-coreano. Pertence ao quadro de árbitros da FIFA desde de 2009.
Kim tornou-se um árbitro da FIFA em 2009.  Ele apitou das eliminatórias da Copa do Mundo da FIFA de 2014,  começando com o jogo de abertura entre a Mongólia e o Myanmar.